# 강릉항
강릉항(江陵港)은 강원특별자치도 강릉시 견소동에 있는 어항이다. 국가어항으로 지정되었다. 관리청은 해양수산부 동해어업관리단, 시설관리자는 강릉시장이다.

## 제원
항내수면적은 89,200평방미터, 정온수면적은 85,100평방미터, 어선수용능력은 10톤급 기준으로 약 150척이다.

## 연혁
- 강릉 시내의 젖줄인 남대천 하류에 위치한 강릉항은 1991년 기본시설에 대한 계획을 수립하면서 개발에 착수한 후 1995년 수치모형실험을 실시했다.[1]
- 종전 명칭은 '안목항(安木港)'이었으나, 2008년 강릉항으로 명칭이 변경되었다[2][3]

## 어항구역
본 항의 어항구역은 다음과 같다.
- 수역: 죽도봉 정상에서 정남동방향 320m 해상점과 이점에서 정북동방향 520m 해상점, 이점에서 정북서방향 670m 해상점으로부터 육지부를 연결하는 선내의 공유수면[4]
- 육역: 강원특별자치도 강릉시 견소동 286-2 외 3필지(상세내역은 생략)[5]

## 개발계획
2010년 10월 18일 고시된 국가어항 개발계획 변경 내용은 다음과 같다.
- 북방파제 739m, 남방파제 335m, 물양장 300m, 호안 380m, 유람선부두 120m, 여객선부두 120m, 친수호안 257m, 연결교량 192m, 순환도로 494m, 포장 조경 등 부대시설 1식, 요트마리나 1식

## 정비계획
2009년 9월 14일 고시된 국가어항개발계획중 본 항의 정비계획 물량은 다음과 같다.
- 호안 확폭 62m, 유람선 선착장 50m, 친수호안 257m, 연결교량 192m, 순환도로 902m, 포장·조경 등 부대시설 1식, 요트마리나 1식

## 주요 어종
강릉항의 주요 어종은 문어, 가자미 등이다. 봄철 황어잡이 낚시꾼들이 즐겨 찾는 곳이다.

## 주변 관광
- 해수욕장 입구에는 대한민국 유일의 축음기 박물관이며 에디슨의 발명품을 가장 많이 보유한 곳인 참소리 박물관 이 있었으나 지금은 경포대로 이전했고, 청동기시대 고인돌을 형상화한 것으로 아름다움과 전통의 멋이 조화를 이룬 건축물로 눈길을 끄는 대관령박물관을 볼 수 있다.
- 농림수산식품부는 어민소득원 다변화로 어촌경제 활성화를 기하고자 추진중인 다기능어항 개발사업의 일환으로 강릉항 어촌어항 복합공간 조성사업을 2010년에 완공하였다. 솔바람다리, 죽도봉 순환도로, 유람선 부두와 터미널, 위판장과 어구보관창고, 인근에 커피의 거리가 조성되었다. 최근 강릉항에서 울릉도와 독도를 왕복하는 여객선이 취항함에 따라 서울에서 조금 일찍 서두르면 당일로 울릉도에 다녀올 수도 있다.